# 古井站 (日本)

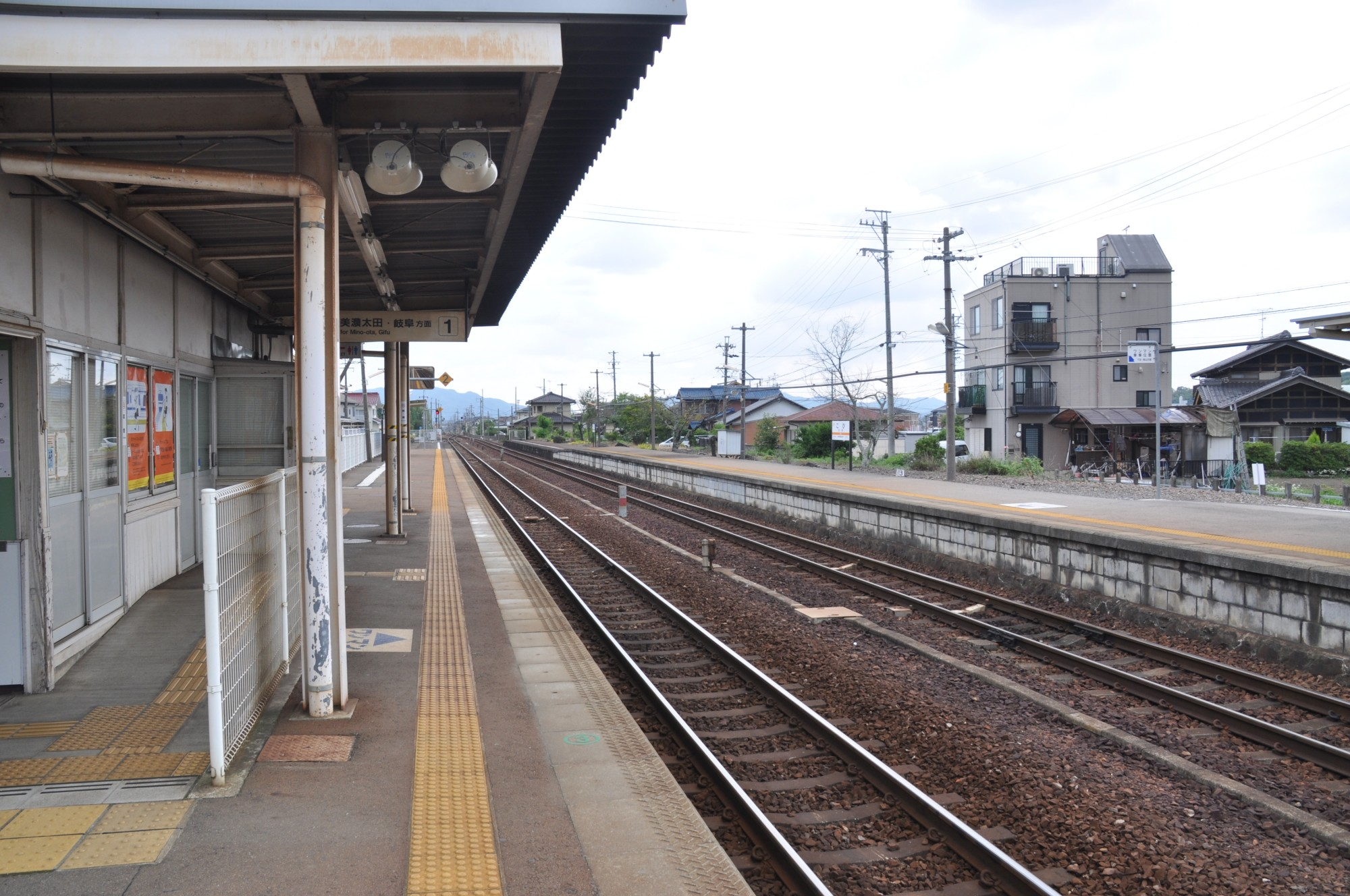
月台（2014年6月）

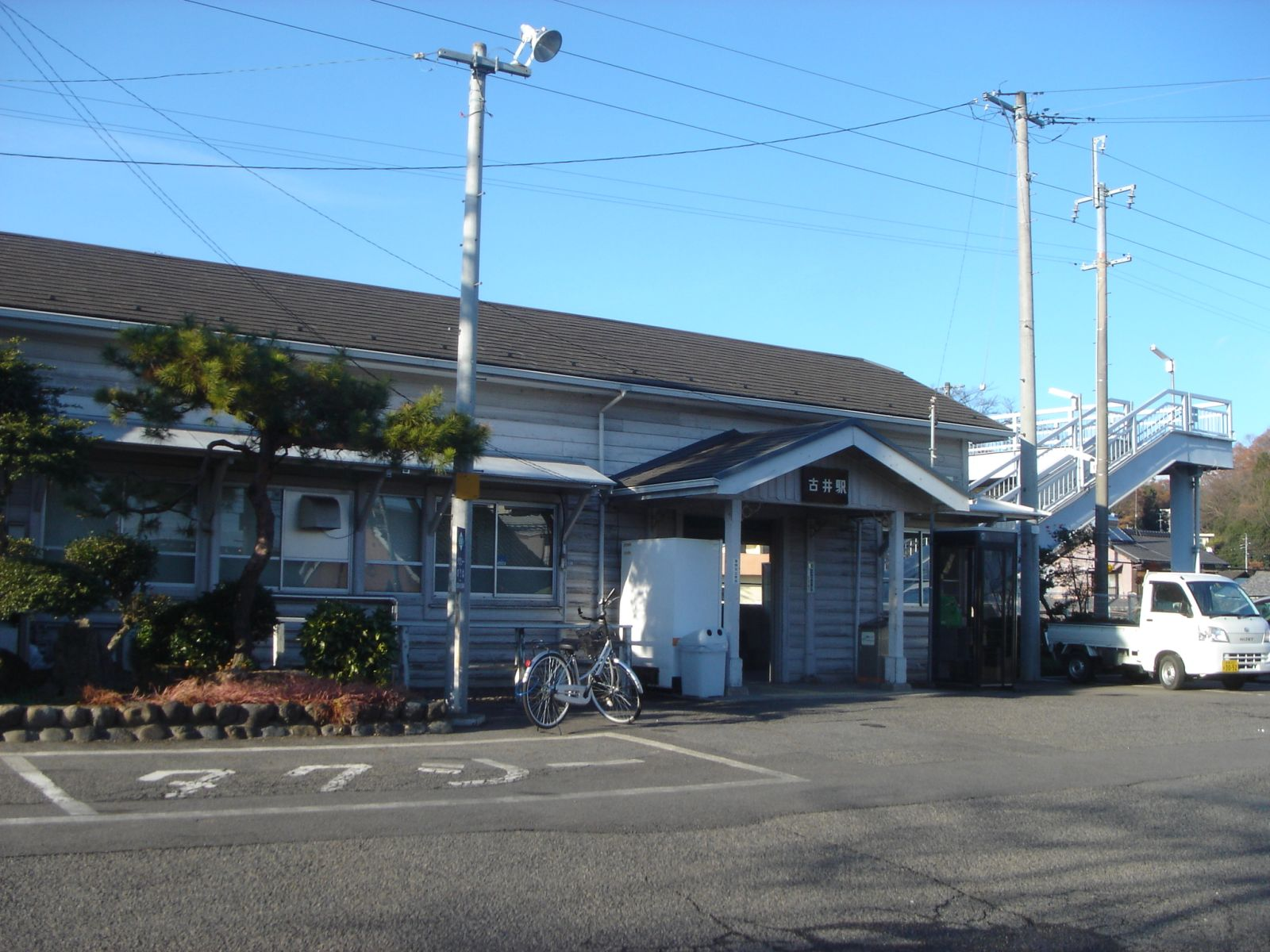
舊站房 (2007年12月)

古井站（日语：／ Kobi eki */?）是位於岐阜縣美濃加茂市森山町，屬於東海旅客鐵道（JR東海）的高山本線車站。

## 歷史
- 1922年（大正11年）11月25日 - 高山線（在1934年改名為高山本線）美濃太田站至下麻生站之間開通，此站啟用。為旅客和貨物車站。
- 1973年（昭和48年）4月20日 - 結束貨物起卸業務。
- 1987年（昭和62年）4月1日 - 伴隨國鐵分割民營化，車站由東海旅客鐵道（JR東海）營運。
- 2011年（平成23年）4月1日 - 結止簡易委託，成為無人車站。
- 2017年（平成29年）3月13日 - 新車站大樓落成啟用。

## 車站構造
本站是地面車站，設有2面2線相對式月台，可進行列車交會。通過列車可高速通過（110km/h），轉轍器為Y字形。車站出入口與站房位於上行月台側。下行月台也有小型出入口。兩月台之間透過跨線橋連接。
此站是由美濃太田站管理的無人車站，在2011年（平成23年）3月31日前曾經是由東海交通事業委托管理的簡易委託車站。

### 月台
| 月台 | 路線     | 上下行 | 方向               |
| ---- | -------- | ------ | ------------------ |
| 1    | 高山本線 | 上行   | 美濃太田、岐阜方向 |
| 2    | 高山本線 | 下行   | 下呂、高山方面     |

## 使用狀況
根據「岐阜縣統計書」和「美濃加茂市統計書」，以下為1日平均乘車人次列表：
| 年度   | 1日平均 乘車人次 |
| ------ | ---------------- |
| 2000年 | 501              |
| 2001年 | 495              |
| 2002年 | 444              |
| 2003年 | 442              |
| 2004年 | 458              |
| 2005年 | 483              |
| 2006年 | 487              |
| 2007年 | 477              |
| 2008年 | 456              |
| 2009年 | 428              |
| 2010年 | 424              |
| 2011年 | 400              |
| 2012年 | 402              |
| 2013年 | 381              |
| 2014年 | 382              |
| 2015年 | 369              |
| 2016年 | 362              |
| 2017年 | 348              |

## 車站周邊
此站周邊設有住宅。在車站後方設有稻田。此站也設有單車停泊處，使用高山本線乘車的高校生會放置單車於該處。
- 古井之天狗山·荒薙教（日语：荒薙教）
- 7-11美濃加茂森山町店
- 古井郵局
- 東濃信用金庫（日语：東濃信用金庫）古井分店
- 十六銀行（日语：十六銀行）古井分店
- 美濃加茂市東圖書館（日语：美濃加茂市立図書館）
- 美濃加茂市立古井小學（日语：美濃加茂市立古井小学校）
- 私立美濃加茂中學高等學校（日语：美濃加茂中学高等学校）
- 岐阜縣立加茂高等學校（日语：岐阜県立加茂高等学校）
- 岐阜縣立加茂農林高等學校
- 國道41號

## 巴士路線
- 東濃鐵道巴士：美濃太田站 - 「古井站前」巴士站 - 牧野 - 八百津。
- 愛愛巴士（日语：あい愛バス）「椋木・索吉線」「古井站-可兒川站線」

## 相鄰車站
東海旅客鐵道（JR東海）
 高山本線
美濃太田（CG07）－古井－中川邊

## 注腳
1. ↑  JR東海移動等便利化取組報告書
2. 1 2  採用車站時間表的方向資訊。詳情參見JR東海官方網站的各站時間表 （页面存档备份，存于）（截至2015年1月）。